# Долгая (приток Кельвата)
Долгая — река в Томской области России. Устье реки находится в 62 км по правому берегу реки Кельват. Длина реки составляет 38 км.

## Данные водного реестра
По данным государственного водного реестра России относится к Верхнеобскому бассейновому округу, водохозяйственный участок реки — Васюган, речной подбассейн реки — Васюган. Речной бассейн реки — (Верхняя) Обь до впадения Иртыша.